# Lo schermo velato
Lo schermo velato (The Celluloid Closet) è un documentario del 1995 diretto da Rob Epstein e Jeffrey Friedman.

## Contenuti
Ispirato all'omonimo libro di Vito Russo, il documentario ripercorre la storia della rappresentazione dei personaggi gay e lesbici nel cinema statunitense, dagli esordi agli anni ottanta del XX secolo, utilizzando una grande quantità di materiale di repertorio e ricorrendo a numerose interviste di attori, attrici, registi e sceneggiatori che a quel cinema hanno lavorato (tra gli altri Tony Curtis, Gore Vidal, Susan Sarandon, Whoopi Goldberg, Shirley MacLaine, Tom Hanks). Tutti gli attori recitano nella parte di se stessi.
Il film, nel quale la voce narrante, nella versione originale, è quella dell'attrice Lily Tomlin, è stato presentato in anteprima al Toronto International Film Festival nel 1995 e a inizio 1996 al Sundance Film Festival e al Festival di Berlino.

## Artisti presenti nel film
- Lily Tomlin (narratore)
- Tony Curtis
- Susie Bright
- Arthur Laurents
- Armistead Maupin
- Whoopi Goldberg
- Jan Oxenberg
- Harvey Fierstein
- Quentin Crisp
- Richard Dyer
- Jay Presson Allen
- Mrs. Gustav Ketterer
- Gore Vidal
- Will Harrison Hays
- Farley Granger
- Paul Rudnick
- Shirley MacLaine
- Barry Sandler
- Mart Crowley
- Antonio Fargas
- Tom Hanks
- Ron Nyswaner
- Daniel Melnick
- Harry Hamlin
- John Schlesinger
- Susan Sarandon

## Film citati
- 1895 - Dickson Experimental Sound Film di William Kennedy Laurie Dickson
- 1912 - Algie the Miner di Harry Schenck, Edward Warren e Alice Guy
- 1914 - A Florida Enchantment di Sidney Drew
- 1916 - Charlot macchinista (Behind the Screen) di Charlie Chaplin
- 1922 - La corsa al piacere (Manslaughter) di Cecil B. DeMille
- 1923 - The Soilers di Ralph Ceder
- 1927 - A Wanderer of the West di Robin Williamson e Joseph E. Zivelli
- 1927 - Ali (Wings) di William A. Wellman
- 1929 - La canzone di Broadway (The Broadway Melody ) di Harry Beaumont
- 1930 - Marocco (Morocco) di Josef von Sternberg
- 1932 - Sangue ribelle (Call Her Savage) di John Francis Dillon
- 1932 - Un'idea geniale (Their First Mistake) di George Marshall
- 1933 - La regina Cristina (Queen Christina) di Rouben Mamoulian
- 1933 - Recluse (Ladies They Talk About) di Howard Bretherton e William Keighley
- 1933 - Myrt and Marge di Al Boasberg
- 1933 - La danza di Venere (Dancing Lady) di Robert Z. Leonard
- 1933 - Our Betters di George Cukor
- 1934 - Wonder Bar di Lloyd Bacon
- 1934 - Tarzan e la compagna (Tarzan and His Mate) di Jack Conway, Cedric Gibbons e James C. McKay
- 1934 - Cerco il mio amore (The Gay Divorcee) di Mark Sandrich
- 1935 - La moglie di Frankenstein (Bride of Frankenstein) di James Whale
- 1935 - Cappello a cilindro (Top Hat) di Mark Sandrich
- 1936 - La figlia di Dracula (Dracula's Daughter) di Lambert Hillyer
- 1936 - Fame di Leslie S. Hiscott
- 1938 - Susanna! (Bringing Up Baby) di Howard Hawks
- 1940 - Rebecca - La prima moglie (Rebecca) di Alfred Hitchcock
- 1941 - Il mistero del falco (The Maltese Falcon) di John Huston
- 1945 - Giorni perduti (The Lost Weekend) di Billy Wilder
- 1946 - Gilda di Charles Vidor
- 1947 - Odio implacabile (Crossfire) di Edward Dmytryk
- 1948 - Il fiume rosso (Red River) di Howard Hawks e Arthur Rosson
- 1948 - Nodo alla gola (Rope) di Alfred Hitchcock
- 1950 - Chimere (Young Man with a Horn) di Michael Curtiz
- 1950 - Il diritto di uccidere (In a Lonely Place) di Nicholas Ray
- 1950 - Prima colpa (Caged) di John Cromwell
- 1953 - Non sparare, baciami! (Calamity Jane) di David Butler
- 1953 - Gli uomini preferiscono le bionde (Gentlemen Prefer Blondes) di Howard Hawks
- 1954 - Johnny Guitar di Nicholas Ray
- 1955 - Gioventù bruciata (Rebel Without a Cause) di Nicholas Ray
- 1956 - Tè e simpatia (Tea and Sympathy) di Vincente Minnelli
- 1958 - La gatta sul tetto che scotta (Cat on a Hot Tin Roof) di Richard Brooks
- 1959 - Il letto racconta (Pillow Talk) di Michael Gordon
- 1959 - A qualcuno piace caldo (Some Like It Hot) di Billy Wilder
- 1959 - Improvvisamente, l'estate scorsa (Suddenly, Last Summer) di Joseph L. Mankiewicz
- 1959 - Ben-Hur di William Wyler
- 1960 - Spartacus di Stanley Kubrick
- 1961 - Amore, ritorna! (Lover Come Back) di Delbert Mann
- 1961 - Victim di Basil Dearden
- 1961 - Quelle due (The Children's Hour) di William Wyler
- 1962 - Uno sguardo dal ponte (Vu du pont) di Sidney Lumet
- 1962 - Anime sporche (Walk on the Wild Side) di Edward Dmytryk
- 1962 - Tempesta su Washington (Advise & Consent) di Otto Preminger
- 1967 - La volpe (The Fox) di Mark Rydell
- 1968 - Inchiesta pericolosa (The Detective) di Gordon Douglas
- 1968 - Il sergente (The Sergeant) di John Flynn
- 1968 - L'assassinio di Sister George (The Killing of Sister George) di Robert Aldrich
- 1969 - Butch Cassidy (Butch Cassidy and the Sundance Kid) di George Roy Hill
- 1970 - Festa per il compleanno del caro amico Harold (The Boys in the Band) di William Friedkin
- 1971 - Punto zero (Vanishing Point) di Richard C. Sarafian
- 1971 - Domenica, maledetta domenica (Sunday Bloody Sunday) di John Schlesinger
- 1972 - Cabaret di Bob Fosse
- 1974 - Una calibro 20 per lo specialista (Thunderbolt and Lightfoot) di Michael Cimino
- 1974 - Una strana coppia di sbirri (Freebie and the Bean) di Richard Rush
- 1976 - Stop a Greenwich Village (Next Stop, Greenwich Village) di Paul Mazursky
- 1976 - Car Wash di Michael Schultz
- 1978 - Il vizietto (La cage aux folles) di Édouard Molinaro
- 1978 - Fuga di mezzanotte (Midnight Express) di Alan Parker
- 1979 - I mastini del Dallas (North Dallas Forty) di Ted Kotcheff
- 1979 - I guerrieri della notte (The Warriors) di Walter Hill
- 1980 - La mia guardia del corpo (My Bodyguard) di Tony Bill
- 1980 - Cruising di William Friedkin
- 1980 - Windows di Gordon Willis
- 1981 - Chiamami aquila (Continental Divide) di Michael Apted
- 1981 - Un'ombra nel buio (The Fan) di Edward Bianchi
- 1982 - Making Love di Arthur Hiller
- 1982 - Victor Victoria di Blake Edwards
- 1982 - Night Shift - Turno di notte (Night Shift) di Ron Howard
- 1982 - Due donne in gara (Personal Best) di Robert Towne
- 1982 - Lui è mio (Partners) di James Burrows
- 1982 - 48 ore (48 Hrs.) di Walter Hill
- 1982 - Ufficiale e gentiluomo (An Officer and a Gentleman) di Taylor Hackford
- 1983 - Miriam si sveglia a mezzanotte (The Hunger) di Tony Scott
- 1983 - Lianna - Un amore diverso (Lianna) di John Sayles
- 1983 - Silkwood di Mike Nichols
- 1984 - Repo Man - Il recuperatore (Repo Man) di Alex Cox
- 1985 - Cuori nel deserto (Desert Hearts) di Donna Deitch
- 1985 - Il colore viola (The Color Purple) di Steven Spielberg
- 1985 - Catholic Boys (Heaven Help Us) di Michael Dinner
- 1985 - Voglia di vincere (Teen Wolf) di Rod Daniels
- 1986 - Parting Glances di Bill Sherwood
- 1988 - Grasso è bello (Hairspray) di John Waters
- 1988 - Amici, complici, amanti (Torch Song Trilogy) di Paul Bogart
- 1988 - The Chocolate War di Keith Gordon
- 1989 - Un piccolo sogno (Dream a Little Dream) di Marc Rocco
- 1989 - Schegge di follia (Heathers) di Michael Lehmann
- 1990 - Che mi dici di Willy? (Longtime Companion) di Norman René
- 1990 - Cuore selvaggio (Wild at Heart) di David Lynch
- 1991 - The Hours and Times di Christopher Münch
- 1991 - Pomodori verdi fritti alla fermata del treno (Fried Green Tomatoes) di Jon Avnet
- 1991 - Belli e dannati (My Own Private Idaho) di Gus Van Sant
- 1991 - Edoardo II (Edward II) di Derek Jarman
- 1991 - Thelma & Louise di Ridley Scott
- 1991 - Poison di Todd Haynes
- 1991 - Il silenzio degli innocenti (The Silence of the Lambs) di Jonathan Demme
- 1992 - Swoon di Tom Kalin
- 1992 - Basic Instinct di Paul Verhoeven
- 1992 - La moglie del soldato (The Crying Game) di Neil Jordan
- 1992 - Americani (Glengarry Glen Ross) di James Foley
- 1992 - The Living End di Gregg Araki
- 1992 - Pioggia di soldi (Mo' Money) di Peter MacDonald
- 1993 - Mrs. Doubtfire - Mammo per sempre (Mrs. Doubtfire) di Chris Columbus
- 1993 - Philadelphia di Jonathan Demme
- 1993 - Il banchetto di nozze (Hsi yen) di Ang Lee
- 1994 - Go Fish di Rose Troche
- 1994 - Priscilla - La regina del deserto (The Adventures of Priscilla, Queen of the Desert) di Stephan Elliott
- 1995 - A proposito di donne (Boys on the Side) di Herbert Ross